# Mariusz Trynkiewicz
Mariusz Trynkiewicz (10. dubna 1962, Piotrków Trybunalski – 9. ledna 2025) byl polský sériový vrah, v Polsku zvaný „Szatan z Piotrkowa“. Pracoval jako učitel tělesné výchovy. S únosy a zneužíváním chlapců začal na počátku 80. let, když byl na vojně. Za první sérii případů jej vojenský soud poslal na rok do vězení. Trest mu však byl přerušen, aby se mohl postarat o nemocnou matku. V té době (červenec 1988) unesl, zneužil a zavraždil čtyři chlapce, motivem mu prý byla pomsta za příliš krutý původní trest.
V roce 1989 mu soud za jeho skutky udělil čtyřnásobný trest smrti, po amnestii z roku 1989 mu však nejvyšší soud trest zmírnil na 25 let, neboť Polsko rušilo trest smrti a doživotní trest v polském právu neexistoval až do roku 2019.

## Propuštění
Propuštěn z věznice ve městě Řešov byl v únoru 2014. Podle informací polského bulváru se skrýval ve školicím středisku pro policejní potápěče ve Varmijsko-mazurském vojvodství, kde ho prý střeží policie z obav z jeho lynčování.